# Pedro de Ataíde Inferno
Pour les articles homonymes, voir Ataíde.
Pedro de Ataíde "Inferno" est le 8e capitaine-major du Ceylan portugais.

## Biographie
Il fut nommé en 1564 par le roi du Portugal, Sébastien Ier, pour remplacer Baltasar Guedes de Sousa, et fut capitaine-major jusqu'en 1565. 
Il fut remplacé par Diogo de Melo.
Dans une étude de 1857 du chercheur portugais Francisco Maria Bordalo sur l'Inde portugaise, il mentionne que «Pedro de Athaide Inferno» était l'un des «héros portugais qui y furent tués par les [combats avec] les Maures ou... victimes de la mer et les travaux de toutes sortes».
Selon le chroniqueur jésuite Fernão de Queiroz, écrivant dans son livre du XVIIe siècle La conquête temporelle et spirituelle de Ceylan, Ataíde avait déjà participé en tant que capitaine-major à la défense de la forteresse de Sri Jayawardenapura Kotte, en 1564, aux côtés du capitaine-major précédent, Baltasar Guedes de Sousa, qui, bien que blessé, était également présent dans les batailles contre les forces cinghalaises qui tentaient de conquérir la ville.
Selon Queiroz également, au cours de cette bataille, Pedro de Ataíde « a montré le courage de sa valeur en gagnant la renommée dont ils lui ont volé, en le surnommant l'Enfer [Inferno] ».

## Famille
Il était l'homonyme d'un autre Pêro de Ataíde (vers 1450 - 1505), également surnommé « Inferno », capitaine du navire São Pedro de la flotte de Pedro Álvares Cabral, qui revint plus tard en Inde à bord de la 4e Armada des Indes portugaises, commandée par l'amiral Vasco de Gama.
Étant donné la similitude du nom et du surnom qu'il reçut, il est très probable qu'il était un proche parent de ce Pêro de Ataíde, peut-être son petit-fils paternel, qui est nommé dans le livre de la fin du XVIIIe siècle sur les familles nobles portugaises (« Nobiliário ») de Manuel Felgueiras Gaio.